# Parodiemis
Een parodiemis is een muzikale zetting van een mis, kenmerkend voor de 16e eeuw, die gebruikmaakt van verschillende stemmen van een bestaand muziekstuk, zoals een fragment van een motet of wereldlijk chanson, als deel van haar melodisch materiaal.
Het begrip wordt gebruikt ter onderscheid van de twee andere voornaamste soorten miscomposities van de Renaissance, met name het soort dat gebruikmaakt van een cantus firmus en dat welk gebruikmaakt van parafrase.
"Parodie" slaat niet op humor in de moderne zin van het woord. Hoewel in sommige gevallen ondeugende wereldlijke liederen inderdaad in missen zijn gebruikt, stonden ook niet-liturgische vormen van geestelijke muziek, zoals het motet, model voor de parodiemis. Naast "parodiemis" wordt soms het begrip "imitatiemis" gebruikt, omdat dat beter zou aangeven waar het om gaat en dichter bij het oorspronkelijke gebruik zou staan, aangezien het begrip "parodie" pas is ontstaan na een verkeerde lezing van een tekst uit de late 16e eeuw.
De parodiemis was buitengewoon populair als compositiegenre in de Renaissance: Palestrina alleen al schreef ongeveer 50 overgeleverde exemplaren en tegen de eerste helft van de 16e eeuw was die muzikale vorm dominant bij het componeren van missen. Het Concilie van Trente verbande in een document van 10 september 1562 echter het gebruik van wereldlijk materiaal: "...dat niets profaans vermengd gerake ... ban van de kerk alle muziek die bevat: hetzij in het zang-, hetzij in het orgelspel, dat wat wellustig of onzuiver is". De hervorming werd in Italië streng nageleefd. In Frankrijk was de smaak eerder al een stuk in de richting van de verzuchtingen van de leden van het Concilie opgeschoven, maar in het Heilige Roomse Rijk werden de nieuwe richtlijnen veelal met voeten getreden. Vele componisten van buiten Italië bleven wereldlijke chansons als bronmateriaal gebruiken, maar ze vermeden de wereldlijke liederen die model stonden in de titel van hun missen te vermelden zoals dat voorheen gebruikelijk was (bijvoorbeeld de Missa 'In myne zin' van Agricola). In enkele gevallen kregen hun missen namen als Missa sine nomine (mis zonder naam); aan de luisteraar werd overgelaten te ontdekken welk lied voor de compositie model had gestaan.
In zijn gebruikelijke definitie slaat parodiemis alleen op die mis waarin een polyfoon fragment is gebruikt. Parafrasemis is elke mis waarin maar één stem van het polyfone model is verwerkt, waarbij dit materiaal bovendien niet als cantus firmus is aangewend maar op een meer doorwrochte manier waarbij het ontleende materiaal van de ene naar de andere stem kan verschuiven.
Parodietechnieken kunnen erin bestaan dat stemmen van het geparodieerde model worden toegevoegd of weggelaten, dat fragmenten van nieuw materiaal worden toegevoegd of dat aan het model alleen een fragment is ontleend bij de aanvang van elk misdeel. In zijn omvangrijke 22-delige El melopeo y maestro (1613) geeft de Italiaanse muziektheoreticus Pietro Cerone een aantal algemene richtlijnen bij het componeren van parodiemissen: elk van de misdelen moet bij de aanvang aan de bron ontlenen; de middelste sectie van het Kyrie moet van een bijkomend motief gebruikmaken; en sommige delen (bijvoorbeeld het tweede en derde deel van het Agnus Dei) hoorden helemaal los te staan van het model en vrij te worden gecomponeerd. Hij beval ook aan dat gebruik zou worden gemaakt van zoveel bijkomstige muzikale ideeën van het model als denkbaar is.
Enkele vroege voorbeelden van parodiemissen zijn de Missa 'Malheur me bat, de Missa 'Mater Patris en de Missa ‘Fortuna desperata’, van Josquin Desprez en het door Christóbal de Morales geschreven Missa ‘Mille Regretz’, naar het motet eveneens van Desprez. Tegen het midden van de 16e eeuw was het aandeel van missen die in de parodietechniek waren gecomponeerd al zeer hoog.